# Corticeira Amorim
Corticeira Amorim är ett portugisiskt företag, som är en av världens största korktillverkare.
Företaget bildades 1870, och har sitt huvudkontor i Santa Maria da Feira. Det övertog Wicanders tillverkning av korkprodukter 1989 och marknadsför fortfarande sina golv- och inredningsprodukter under produktnamnet Wicanders.
Corticeira Amorim ingår i företagsgruppen Grupo Amorim, som består av ett 70-tal företag verksamma inom korkindustrin samt andra industribranscher.

## Kritiken
Corticeira Amorim avbröt all export till Ryssland och upphörde med sina direktinvesteringar i landet efter att kriget i Ukraina hade brutit ut.